# Frente Nacional de Resistência Popular
A Frente Nacional de Resistência Popular (em castelhano:  Frente Nacional de Resistencia Popular, FNRP), frequentemente referida como Frente Nacional de Resistência, é uma ampla coalizão de organizações populares e partidos e movimentos políticos de Honduras que visava restaurar o presidente eleito Manuel Zelaya e realizar uma assembleia constituinte para elaborar uma nova constituição.
A Frente originou-se como um movimento social popular que usou a desobediência civil massiva para apoiar a restauração de Zelaya em substituição ao presidente de facto Roberto Micheletti, cujo governo era percebido como uma ditadura existente desde 28 de junho de 2009, quando ocorreu o golpe de Estado hondurenho. A Frente Nacional de Resistência apontou o Artigo 3 da Constituição de 1982 como base legal para se opor ao governo golpista, e argumentou que isso constituía a expressão organizada do direito dos hondurenhos, nos termos desse artigo, de resistir a um governo imposto pela força armada.
Depois que as eleições gerais de 2009 elegeram Porfirio Lobo Sosa como presidente, a FNRP continuou a pressionar por uma assembleia constituinte e a se opor aos abusos dos direitos humanos do governo. A Human Rights Watch informou em julho de 2010 que sob Lobo Sosa "pelo menos oito jornalistas e dez membros da Frente Nacional de Resistência Popular (FNRP)" foram mortos.